# Parafrenia
La parafrenia è un disturbo mentale che trova ancor oggi diversità di opinione nel suo inquadramento nosografico, in quanto presenta elementi comuni, ma anche differenziati, con la schizofrenia. Deriva da una malattia affettiva o da una mentale organica.

## Patogenesi
La malattia tende ad insorgere nell'età adulta od anche nella presenilità. Inizia ed evolve progressivamente per poi assumere un decorso cronico e spesso stabilizzato che può durare per tutta la vita. È caratterizzata da illusioni e spesso da allucinazioni prevalentemente uditive, olfattive, gustative e cenestesiche, ma soprattutto dalla presenza di un delirio cronico ove prevale l'elemento immaginativo e fantasioso con dei contenuti assurdi, infantili e che sanno di favola: se il paziente si sente perseguitato, questo avviene tramite complicate e grottesche apparecchiature elettroniche. Altre volte si sente privato di organi vitali o responsabile della fine del mondo, o eterno. Altre volte ancora si crede figlio di grandi personaggi storici, o protagonista di eventi epici, o in comunicazione con forze ultra-terrene, o santo. Ciò che colpisce e differenzia fondamentalmente la parafrenia dalla schizofrenia è che, al di fuori del delirio, la coesione della personalità e la compartecipazione affettiva alla realtà risultano nel paziente ben conservate per cui egli mantiene una discreta autonomia e una relativa capacità di rapporto sociale e nei confronti dei suoi impegni. Egli vive quasi due vite contemporanee: una reale e l'altra immaginaria, confabulatoria e delirante, che però affronta con un certo distacco e che pertanto non compromette molto i suoi comportamenti e il suo rapporto con la realtà.

## Terapia
Uno dei trattamenti possibili è basato sull'uso di farmaci antipsicotici classici, quali l'aloperidolo e la clorpromazina con risultati solitamente mediocri.